# Marcel Ichac
Marcel Ichac (1906-1994) fue un alpinista, explorador y director de cine francés. Participó en la expedición que hizo cumbre en el Annapurna I, primer ochomil en ser conquistado por el hombre.

## Filmografía
- "Karakoram"/Karakorum (1936) (Biennale di Venezia 1938).
- "A l´assaut des aiguilles du Diable" (1942).
- "Tempête sur les Alpes" (1944-1945).
- "Carnets de plongée" (1948), con Jacques-Yves Cousteau.
- "Groenland, 20.000 lieues sur les glaces" (1952) con Paul-Emile Victor (Festival de Cannes 1952).
- "Victoire sur l´Annapurna" (1953) con Maurice Herzog.
- "Les Etoiles de midi" (1958).
- "La Rivière du Hibou" (1960), Academy Award de Hollywood en 1963 ().
- "Le Conquérant de l'inutile" (1967) : la vita de Lionel Terray.
- "La Légende du lac Titicaca" (1968) con Jacques-Yves Cousteau.
- "40 ans ou la vie d'un skieur" (1971).
- documentari de speleologia (1943-1949).

etc.

## Premios y distinciones
Premios Óscar
| Año  | Categoría          | Película                          | Resultado |
| ---- | ------------------ | --------------------------------- | --------- |
| 1964 | Mejor cortometraje | An Occurrence at Owl Creek Bridge | Ganador   |

## Relaciones en Wikipedia
- Annapurna
- Karakorum
- Paul-Emile Victor
- Jacques-Yves Cousteau
- Maurice Herzog
- Lionel Terray